# Ajn al-Kabira
Ajn al-Kabira (arab. العين الكبيرة; fr. Aïn Kebira)  – jedna z 53 gmin w prowincji Tilimsan, w Algierii, znajdująca się w północnej części prowincji, około 36 km na północny zachód od Tilimsan. W 2008 roku gminę zamieszkiwało 3665 osób. Numer statystyczny gminy w Office National des Statistiques d'Algérie to 1353.